# 南特塞夫尔河
南特塞夫尔河（法語：Sèvre Nantaise，法語發音：[sɛvʁ nɑ̃tɛz]）是法國的河流，位於該國西部，屬於卢瓦尔河的左支流，河道全長159公里，流域面積2,356平方公里，平均流量每秒9.5立方米，發源自瑟孔迪尼，河口處在南特。

## 名称
在河名Sèvre Nantaise中，“Nantaise”为南特（Nantes）的形容词形式，即“南特的”，故译为“南特塞夫尔河”。“南特”后缀是为了与另一条塞夫尔河（尼奥尔塞夫尔河）作区分。

## 外部連結
- http://www.geoportail.fr（页面存档备份，存于）
- Sandre数据库中的南特塞夫尔河[]